# Discografia de Got7
Got7, um grupo masculino da Coreia do Sul, lançou três álbuns de estúdio, onze EPs, vinte singles, e dois box set. Formado pela JYP Entertainment em 2013, Got7 fez sua estréia em janeiro de 2014 com o EP Got It?, que estreou em 2º lugar no Gaon Albums Chart. O single principal do EP, "Girls Girls Girls", alcançou a 21ª posição no Gaon Singles Chart. Em outubro de 2014, Got7 estreou no Japão com seu primeiro lançamento em japonês "Around the World", chegando a ficar em 3º lugar na Oricon Singles Chart. Um mês depois, Got7 retornou à Coreia para lançar seu primeiro álbum de estúdio, Identify, e ficou no topo das paradas de álbuns.

## Álbuns

### Álbuns de estúdio
| Título                 | Detalhes do álbum                                                                                              | Posições nas paradas | Posições nas paradas | Posições nas paradas | Posições nas paradas | Posições nas paradas | Posições nas paradas | Posições nas paradas | Posições nas paradas | Vendas                                  | Certificações   |
| Título                 | Detalhes do álbum                                                                                              | KOR                  | BEL                  | FRA                  | JPN                  | JPN Hot              | NZ Heat              | US Heat              | US World             | Vendas                                  | Certificações   |
| ---------------------- | --- | -------------------- | -------------------- | -------------------- | -------------------- | -------------------- | -------------------- | -------------------- | -------------------- | --------------------------------------- | --------------- |
| Identify               | - Lançamento: 18 de Novembro de 2014 (KOR) - Gravadora: JYP Entertainment - Formatos: CD, Download digital     | 1                    | —                    | —                    | 47                   | —                    | —                    | —                    | 6                    | - KOR: 94,631 - JPN: 6,482              |                 |
| Moriagatteyo           | - Lançamento: 3 de Fevereiro de 2016 (JPN) - Gravadora: Epic, Sony Music Japan - Formato: CD, download digital | —                    | —                    | —                    | 3                    | 3                    | —                    | —                    | —                    | - JPN: 30,457                           |                 |
| Flight Log: Turbulence | - Lançamento: 27 de Setembro de 2016 (KOR) - Gravadora: JYP Entertainment - Formatos: CD, download digital     | 1                    | 178                  | 136                  | 23                   | —                    | 6                    | 7                    | 1                    | - KOR: 246,027 - JPN: 7,497 - US: 2,000 |                 |
| Present: You           | - Lançamento: 17 de Setembro de 2018 (KOR) - Gravadora: JYP Entertainment - Formatos: CD, download digital     | 1                    | 175                  | —                    | 12                   | —                    | —                    | 7                    | 3                    | - KOR: 326,754 - JPN: 12,419            | - KMCA: Platina |
| Love Loop              | - Lançamento: 31 de Julho de 2019 (JPN) - Gravadora: Sony Music Japan - Formatos: CD, download digital         | —                    | —                    | —                    | 2                    | —                    | —                    | —                    | 15                   | - JPN: 46,877                           |                 |
| Present: You & Me      | - Lançamento: 3 de Dezembro de 2018 (KOR) - Gravadora: JYP Entertainment - Formatos: CD, download digital      | 1                    | - KOR: 187,808       |                      |                      |                      |                      |                      |                      |                                         |                 |

### Álbuns de vídeo
| Título                               | Detalhes                                                                                        | Posição | Vendas       |
| Título                               | Detalhes                                                                                        | JPN     | Vendas       |
| ------------------------------------ | ----------------------------------------------------------------------------------------------- | ------- | ------------ |
| GOT7 Arena Special 2017 "My Swagger" | - Lançamento: April 25, 2018 (JPN) - Gravadora: Epic, Sony Music Japan - Formatos: DVD, Blu-ray | 5       | - JPN: 4,435 |

### Box sets
| Título                                                                                  | Detalhes do álbum                                                                                                | Posições nas paradas | Posições nas paradas | Vendas      | Certificações |
| Título                                                                                  | Detalhes do álbum                                                                                                | TW                   | TH                   | Vendas      | Certificações |
| --------------------------------------------------------------------------------------- | --- | -------------------- | -------------------- | ----------- | ------------- |
| Got Love Taiwan Special Edition                                                         | - Lançamento: 18 de Julho de 2014 (TW) - Gravadora: Universal Music Taiwan - Formatos: CD, DVD, download digital | 7                    | —                    |             |               |
| Got7 Thailand Special Set                                                               | - Lançamento: 25 de Setembro de 2014 (TH) - Gravadora: Sony Music Thailand - Formatos: CD                        | —                    | 1                    | - TH: 5,900 | - TECA: Ouro  |
| "—" mostra lançamentos que não entraram nas paradas ou não foram lançados nessa região. | |                      |                      |             |               |

## Mini Álbuns
| Título                                                                                  | Detalhes do álbum | Posição nas paradas | Posição nas paradas | Posição nas paradas | Posição nas paradas | Posição nas paradas | Posição nas paradas | Posição nas paradas | Posição nas paradas | Vendas                                   | Certificações   |
| Título                                                                                  | Detalhes do álbum | KOR                 | AUS                 | BEL                 | JPN                 | JPN Hot             | NZ Heat             | US Heat             | US World            | Vendas                                   | Certificações   |
| --------------------------------------------------------------------------------------- | --- | ------------------- | ------------------- | ------------------- | ------------------- | ------------------- | ------------------- | ------------------- | ------------------- | ---------------------------------------- | --------------- |
| Got It?                                                                                 | - Lançamento: January 20, 2014 (KOR) - Gravadora: JYP Entertainment - Formatos: CD, download digital                                                                              | 2                   | —                   | —                   | 71                  | —                   | —                   | —                   | 1                   | - KOR: 64,123 - JPN: 6,728               |                 |
| Got Love                                                                                | - Lançamento: 23 de Junho de 2014 (KOR) - Gravadora: JYP Entertainment - Formatos: CD, download digital                                                                           | 1                   | —                   | —                   | 72                  | —                   | —                   | —                   | 6                   | - KOR: 69,293 - JPN: 6,120               |                 |
| Just Right                                                                              | - Lançamento: July 13, 2015 (KOR) - Gravadora: JYP Entertainment - Formatos: CD, download digital                                                                                 | 3                   | —                   | —                   | 32                  | —                   | —                   | —                   | —                   | - KOR: 109,765 - JPN: 4,347              |                 |
| Mad                                                                                     | - Lançamento: 30 de Setembro de 2015 (KOR) - Reedição (Mad Winter Edition): 23 de Novembro de 2015 (KOR) - Gravadora: JYP Entertainment - Formatos: CD, download digital          | 1                   | —                   | —                   | 39                  | —                   | —                   | 15                  | 1                   | - KOR: 136,148 - JPN: 7,412              |                 |
| Flight Log: Departure                                                                   | - Lançamento: 21/03/2016 (KOR) - Gravadora: JYP Entertainment - Formatos: CD, digital download                                                                                    | 1                   | —                   | —                   | 21                  | —                   | —                   | 2                   | 2                   | - KOR: 185,678 - JPN: 7,497 - EUA: 3,000 |                 |
| Hey Yah                                                                                 | - Lançamento: 16 de Novembro de 2016 (JPN) - Gravadora: Epic, Sony Music Japan - Formatos: CD, download digital                                                                   | —                   | —                   | —                   | 3                   | 2                   | —                   | —                   | —                   | - JPN: 42,602                            |                 |
| Flight Log: Arrival                                                                     | - Lançamento: 13 de Março de 2017 (KOR) - Gravadora: JYP Entertainment - Formatos: CD, download digital                                                                           | 1                   | 92                  | 182                 | 9                   | —                   | 8                   | 3                   | 1                   | - KOR: 336,171 - JPN: 7,995              |                 |
| 7 for 7                                                                                 | - Lançamento: 10 de Outubro de 2017 (KOR) - Re-lançamento (7 for 7: Present Edition): 7 de Dezembro de 2017 (KOR) - Gravadora: JYP Entertainment - Formatos: CD, download digital | 1                   | —                   | 194                 | 20                  | —                   | 8                   | 6                   | 2                   | - KOR: 380,335 - JPN: 10,047             |                 |
| Turn Up                                                                                 | - Lançamento: 15 de Novembro de 2017 (JPN) - Gravadora: Epic, Sony Music Japan - Formatos: CD, download digital                                                                   | —                   | —                   | —                   | 3                   | 4                   | —                   | —                   | —                   | - JPN: 55,505                            |                 |
| Eyes on You                                                                             | - Lançamento: 12 de Março de 2018 (KOR) - Gravadora: JYP Entertainment - Formatos: CD, download digital                                                                           | 1                   | —                   | —                   | 13                  | 80                  | 4                   | 2                   | 2                   | - KOR: 334,894 - JPN: 9,127              | - KMCA: Platina |
| I Won't Let You Go                                                                      | - Lançamento: 30 de Janeiro de 2019 (JPN) - Gravadora: Epic, Sony Music Japan - Formatos: CD, download digital                                                                    | —                   | —                   | —                   | 1                   | 1                   | —                   | —                   | 12                  | - JPN: 61,040                            |                 |
| Spinning Top                                                                            | - Lançamento: 20 de Maio de 2019 (KOR) - Gravadora: JYP Entertainment - Formatos: CD, download digital                                                                            | 1                   | 32                  | —                   | 13                  | —                   | —                   | —                   | 5                   | - KOR: 314,948                           | - KMCA: Platina |
| Call My Name                                                                            | - Lançamento: 4 de Novembro de 2019 (KOR) - Gravadora: JYP Entertainment - Formatos: CD, download digital                                                                         | 1                   | 17                  | —                   | 16                  | —                   | —                   | 8                   | 5                   | - KOR: 298,361                           | - KMCA: Platina |
| DYE                                                                                     | - Lançamento: 20 de Abril de 2020 (KOR) - Gravadora: JYP Entertainment - Formatos: CD, download digital                                                                           | 1                   | —                   | 192                 | 22                  | 72                  | —                   | 9                   | 4                   | - KOR: 385,495                           | - KMCA: Platina |
| "—" mostra lançamentos que não entraram nas paradas ou não foram lançados nessa região. | |                     |                     |                     |                     |                     |                     |                     |                     |                                          |                 |

## Singles
| Título | Ano     | Posição nas paradas | Posição nas paradas | Posição nas paradas | Posição nas paradas | Posição nas paradas | Posição nas paradas | Vendas         | Álbum                  |
| Título | Ano     | KOR                 | KOR Hot.            | JPN                 | JPN Hot.            | PHL                 | US World            | Vendas         | Álbum                  |
| Coreano | Coreano | Coreano             | Coreano             | Coreano             | Coreano             | Coreano             | Coreano             | Coreano        | Coreano                |
| --- | ------- | ------------------- | ------------------- | ------------------- | ------------------- | ------------------- | ------------------- | -------------- | ---------------------- |
| "Girls, Girls, Girls" | 2014    | 21                  | 36                  | —                   | —                   | *                   | 8                   | - KOR: 194,534 | Got It?                |
| "A" | 2014    | 16                  | 31                  | —                   | —                   | *                   | 5                   | - KOR: 206,068 | Got Love               |
| "Stop Stop It" | 2014    | 25                  | *                   | —                   | —                   | *                   | 4                   | - KOR: 138,480 | Identify               |
| "Just Right" (딱 좋아) | 2015    | 20                  | *                   | —                   | —                   | *                   | 3                   | - KOR: 211,444 | Just Right             |
| "If You Do" (니가 하면) | 2015    | 9                   | *                   | —                   | —                   | *                   | —                   | - KOR: 150,499 | Mad                    |
| "Fly" | 2016    | 9                   | *                   | —                   | —                   | *                   | 2                   | - KOR: 123,062 | Flight Log: Departure  |
| "Home Run" | 2016    | 62                  | *                   | —                   | —                   | *                   | 3                   | - KOR: 36,082  | Flight Log: Departure  |
| "Hard Carry" (하드캐리) | 2016    | 3                   | *                   | —                   | —                   | *                   | 2                   | - KOR: 132,299 | Flight Log: Turbulence |
| "Never Ever" | 2017    | 5                   | *                   | —                   | —                   | *                   | 3                   | - KOR: 103,944 | Flight Log: Arrival    |
| "You Are" | 2017    | 12                  | 10                  | —                   | —                   | 82                  | 4                   | - KOR: 80,029  | 7 for 7                |
| "One and Only You" (com Hyolyn) | 2018    | 76                  | 75                  | —                   | —                   | *                   | —                   | —              | Eyes on You            |
| "Look" | 2018    | 15                  | 3                   | —                   | 22                  | *                   | 3                   | —              | Eyes on You            |
| "Lullaby" | 2018    | 19                  | 1                   | —                   | 94                  | *                   | 2                   | —              | Present: You           |
| "Miracle" | 2018    | —                   | —                   | —                   | —                   | *                   | 4                   | - CHN: 15,000  | Present: You & Me      |
| Japonês |         |                     |                     |                     |                     |                     |                     |                |                        |
| "Around the World" | 2014    | —                   | —                   | 3                   | 4                   | *                   | —                   | - JPN: 43,426  | Moriagatteyo           |
| "Love Train" | 2015    | —                   | —                   | 4                   | 2                   | *                   | —                   | - JPN: 37,399  | Moriagatteyo           |
| "Laugh Laugh Laugh" | 2015    | —                   | —                   | 2                   | 3                   | *                   | —                   | - JPN: 37,038  | Moriagatteyo           |
| "My Swagger" | 2017    | —                   | —                   | 3                   | 1                   | *                   | —                   | - JPN: 61,305  | Single sem álbum       |
| "THE New Era" | 2018    | —                   | —                   | 2                   | 1                   | *                   | —                   | - JPN: 56,257  | Single sem álbum       |
| "Love Loop" | 2019    | —                   | —                   | —                   | —                   | *                   | —                   | —              | Love Loop              |
| "—" mostra lançamentos que não entraram nas paradas ou não foram lançados nessa região. Nota: Billboard Philippine Hot 100 foi emitido pela primeira vez em 12 de junho de 2017. O Kpop Hot 100 foi descontinuado desde 16 de julho de 2014. Na edição de 29 de maio a 4 de junho de 2017, o gráfico foi restabelecido. |         |                     |                     |                     |                     |                     |                     |                |                        |

## Outras músicas que entraram nas paradas
| Título                                                                                  | Ano  | Posição | Posição | Vendas        | Álbum                  |
| Título                                                                                  | Ano  | KOR     | CHN     | Vendas        | Álbum                  |
| --------------------------------------------------------------------------------------- | ---- | ------- | ------- | ------------- | ---------------------- |
| "I Like You" (난 니가 좋아)                                                             | 2014 | 152     | —       | - KOR: 10,309 | Got It?                |
| "Follow Me" (따라와)                                                                    | 2014 | 165     | —       | - KOR: 9,891  | Got It?                |
| "Playground"                                                                            | 2014 | 204     | —       | - KOR: 7,732  | Got It?                |
| "Hello" (여보세요)                                                                      | 2014 | 226     | —       | - KOR: 7,195  | Got It?                |
| "Like Oh"                                                                               | 2014 | 241     | —       | - KOR: 6,845  | Got It?                |
| "Forever Young"                                                                         | 2014 | 172     | —       | - KOR: 9,259  | Got Love               |
| "Good Tonight"                                                                          | 2014 | 211     | —       | - KOR: 7,811  | Got Love               |
| "U Got Me"                                                                              | 2014 | 236     | —       | - KOR: 7,310  | Got Love               |
| "Bad Behavior" (나쁜 짓)                                                                | 2014 | 244     | —       | - KOR: 7,167  | Got Love               |
| "A" (collapsedone remix)                                                                | 2014 | 348     | —       | - KOR: 4,336  | Got Love               |
| "Gimme"                                                                                 | 2014 | 167     | —       | - KOR: 8,800  | Identify               |
| "Take My Hand" (손이 가)                                                                | 2014 | 206     | —       | - KOR: 8,427  | Identify               |
| "Magnetic" (너란 Girl)                                                                  | 2014 | 221     | —       | - KOR: 7,985  | Identify               |
| "Moonlight" (달빚)                                                                      | 2014 | 222     | —       | - KOR: 7,884  | Identify               |
| "She's A Monster"                                                                       | 2014 | 227     | —       | - KOR: 7,680  | Identify               |
| "Stay" (그대로 있어도 돼)                                                               | 2014 | 244     | —       | - KOR: 7,365  | Identify               |
| "Just Tonight" (그냥 오늘 밤)                                                           | 2014 | 247     | —       | - KOR: 7,066  | Identify               |
| "Turn Up the Volume" (볼륨을 올려줘)                                                    | 2014 | 247     | —       | - KOR: 6,379  | Identify               |
| "My Whole Body is Reacting" (온몸이 반응해)                                             | 2015 | 164     | —       | - KOR: 14,975 | Just Right             |
| "Before the Full Moon Rises" (보름달이 뜨기 전에)                                       | 2015 | 179     | —       | - KOR: 13,521 | Just Right             |
| "Back To Me"                                                                            | 2015 | 210     | —       | - KOR: 10,596 | Just Right             |
| "Nice"                                                                                  | 2015 | 226     | —       | - KOR: 9,594  | Just Right             |
| "Mine"                                                                                  | 2015 | 254     | —       | - KOR: 8,937  | Just Right             |
| "Eyes On You" (눈이가요)                                                                | 2015 | 205     | —       | - KOR: 9,013  | Mad                    |
| "Put Your Hands Up" (손들어)                                                            | 2015 | 201     | —       | - KOR: 8,839  | Mad                    |
| "Good"                                                                                  | 2015 | 212     | —       | - KOR: 8,813  | Mad                    |
| "Feels Good" (느낌이 좋아)                                                              | 2015 | 211     | —       | - KOR: 8,762  | Mad                    |
| "Tic Tic Tok"                                                                           | 2015 | 250     | —       | - KOR: 7,916  | Mad                    |
| "Confession Song" (고백송)                                                              | 2015 | 34      | —       | - KOR: 43,931 | Mad Winter Edition     |
| "Everyday" (매일)                                                                       | 2015 | 297     | —       | - KOR: 4,936  | Mad Winter Edition     |
| "To Star" (이.별)                                                                       | 2015 | 297     | —       | - KOR: 4,116  | Mad Winter Edition     |
| "Can't" (못하겠어)                                                                      | 2016 | 172     | —       | - KOR: 12,400 | Flight Log: Departure  |
| "See The Light" (빛이나)                                                                | 2016 | 207     | —       | - KOR: 8,902  | Flight Log: Departure  |
| "Something Good"                                                                        | 2016 | 221     | —       | - KOR: 8,147  | Flight Log: Departure  |
| "Beggin On My Knees"                                                                    | 2016 | 260     | —       | - KOR: 7,002  | Flight Log: Departure  |
| "Fish"                                                                                  | 2016 | 270     | —       | - KOR: 6,619  | Flight Log: Departure  |
| "Rewind"                                                                                | 2016 | 280     | —       | - KOR: 6,197  | Flight Log: Departure  |
| "Skyway"                                                                                | 2016 | 230     | —       | - KOR: 5,539  | Flight Log: Turbulence |
| "Boom x3"                                                                               | 2016 | 231     | —       | - KOR: 5,518  | Flight Log: Turbulence |
| "Prove It"                                                                              | 2016 | 223     | —       | - KOR: 5,675  | Flight Log: Turbulence |
| "No Jam" (노잼)                                                                         | 2016 | 245     | —       | - KOR: 5,254  | Flight Log: Turbulence |
| "HEY"                                                                                   | 2016 | 204     | —       | - KOR: 6,050  | Flight Log: Turbulence |
| "Mayday"                                                                                | 2016 | 246     | —       | - KOR: 5,229  | Flight Log: Turbulence |
| "My Home"                                                                               | 2016 | 255     | —       | - KOR: 5,086  | Flight Log: Turbulence |
| "Who's That"                                                                            | 2016 | 236     | —       | - KOR: 5,456  | Flight Log: Turbulence |
| "If" (만약에)                                                                           | 2016 | 217     | —       | - KOR: 5,763  | Flight Log: Turbulence |
| "Sick" (아파)                                                                           | 2016 | 242     | —       | - KOR: 5,345  | Flight Log: Turbulence |
| "Dreamin'" (니꿈꿔)                                                                     | 2016 | 251     | —       | - KOR: 5,114  | Flight Log: Turbulence |
| "Let Me"                                                                                | 2016 | 189     | —       | - KOR: 6,304  | Flight Log: Turbulence |
| "I Love It"                                                                             | 2018 | —       | 31      | —             | Present: You & Me      |
| "WOLO"                                                                                  | 2018 | —       | 26      | —             | Present: You & Me      |
| "Hunger"                                                                                | 2018 | —       | 44      | —             | Present: You & Me      |
| "Phoenix"                                                                               | 2018 | —       | 69      | —             | Present: You & Me      |
| "—" mostra lançamentos que não entraram nas paradas ou não foram lançados nessa região. |      |         |         |               |                        |